# Луї Баккер
Луї Баккер (фр. Louis de Backer; 16 квітня 1814, Сент-Омер — 4 лютого 1896, Париж) — французький археолог, адвокат і філолог.

## Біографія
Луї Баккер народився в Сент-Омер (департамент Па-де-Кале). Йому було довірене спостереження за історичними пам'ятниками департаменту Нор, які він описав у «Echo du Nord». Баккер був членом багатьох європейських вчених товариств і впродовж тридцяти років перебував кореспондентом з історичних робіт різних міністерств. Французький уряд покладав на нього різні наукові та літературні доручення і відрядив із цією метою в інші держави. Він написав велику кількість статей і творів як з археології, так і з філології.